# Peromyscus
Peromyscus é um gênero de roedores da família Cricetidae. Estudos indicam que a pelagem desses roedores, após uma mutação em um único gene, passou de marrom para quase totalmente branca depois que colonizaram praias de areia branca na Flórida.

## Espécies
- Peromyscus attwateri (J. A. Allen, 1895)
- Peromyscus aztecus (Saussure, 1860)
- Peromyscus beatae (Thomas, 1903)
- Peromyscus boylii (Baird, 1855)
- Peromyscus bullatus (Osgood, 1904)
- Peromyscus californicus (Gambel, 1848)
- Peromyscus caniceps (Burt, 1932)
- Peromyscus crinitus (Merriam, 1891)
- Peromyscus dickeyi (Burt, 1932)
- Peromyscus difficilis (J. A. Allen, 1891)
- Peromyscus eremicus (Baird, 1858)
- Peromyscus eva (Thomas, 1898)
- Peromyscus fraterculus (Miller, 1892)
- Peromyscus furvus (J. A. Allen & Chapman, 1897)
- Peromyscus gossypinus (Le Conte, 1853)
- Peromyscus grandis (Goodwin, 1932)
- Peromyscus gratus (Merriam, 1898)
- Peromyscus guardia (Townsend, 1912)
- Peromyscus guatemalensis (Merriam, 1898)
- Peromyscus gymnotis (Thomas, 1894)
- Peromyscus hooperi (Lee & Schmidly, 1977)
- Peromyscus hylocetes (Merriam, 1898)
- Peromyscus interparietalis (Burt, 1932)
- Peromyscus keeni (Rhoads, 1894)
- Peromyscus leucopus (Rafinesque, 1818)
- Peromyscus levipes (Merriam, 1898)
- Peromyscus madrensis (Merriam, 1898)
- Peromyscus maniculatus (Wagner, 1845)
- Peromyscus mayensis (Carleton & Huckaby, 1975)
- Peromyscus megalops (Merriam, 1898)
- Peromyscus mekisturus (Merriam, 1898)
- Peromyscus melanocarpus (Osgood, 1904)
- Peromyscus melanophrys (Coues, 1874)
- Peromyscus melanotis (J. A. Allen & Chapman, 1897)
- Peromyscus melanurus (Osgood, 1909)
- Peromyscus merriami (Mearns, 1896)
- Peromyscus mexicanus (Saussure, 1860)
- Peromyscus nasutus (J. A. Allen, 1891)
- Peromyscus ochraventer (Baker, 1951)
- Peromyscus pectoralis (Osgood, 1904)
- †Peromyscus pembertoni (Burt, 1932)
- Peromyscus perfulvus (Osgood, 1945)
- Peromyscus polionotus (Wagner, 1843)
- Peromyscus polius (Osgood, 1904)
- Peromyscus pseudocrinitus (Burt, 1932)
- Peromyscus sagax (Elliot, 1903)
- Peromyscus schmidlyi (Bradley, et al., 2004)
- Peromyscus sejugis (Burt, 1932)
- Peromyscus simulus (Osgood, 1904)
- Peromyscus slevini (Mailliard, 1924)
- Peromyscus spicilegus (J. A. Allen, 1897)
- Peromyscus stephani (Townsend, 1912)
- Peromyscus stirtoni (Dickey, 1928)
- Peromyscus truei (Shufeldt, 1885)
- Peromyscus winkelmanni (Carleton, 1977)
- Peromyscus yucatanicus (J. A. Allen & Chapman, 1897)
- Peromyscus zarhynchus (Merriam, 1898)